# 14158 Аланандерсон
14158 Аланандерсон (1998 SZ133, 1977 EF6, 14158 Alananderson) — астероїд головного поясу, відкритий 26 вересня 1998 року.
Тіссеранів параметр щодо Юпітера — 3,484.